# Трительники
Трите́льники — село в Україні, в Наркевицькій селищній територіальній громаді Хмельницького району Хмельницької області. Населення становить 234 осіб.
Перша історична згадка про село Трительники знаходиться в документах XVII століття. У 1669 році село згадується в описі меж Волочиського повіту, до якого воно належало. Також існують записи про Трительники з часів Коронного підатного списку (Перелік осіб які сплачували податки до коронного скарбу Речі Посполитої) 1660-х років.
22 вересня 1604 року в селі зупинялося українсько-польське військо яке 20 червня 1605 року захопило Москву.

## Географія
Селом тече річка Безіменна.

## Відомі люди
- Повзун Василь Петрович — український кларнетист та музичний педагог, заслужений діяч мистецтв України, почесний доктор Молдавської академії музики та мистецтв.
- Коляно Юрій Михайлович (24.09.1936 — 19.10.1990) — відомий український вчений. Доктор технічних наук.Професор.Основні напрями наукової діяльності: методи визначення та дослідження температурних полів і напружень у тонкостінних й масивних тілах з теплообміном; узагальнена термомеханіка анізотропних та ізотропних тіл, що враховує теплову інерцію у рівняннях взаємозв'язаної динамних задачі й граничних умовах теплообміну; теорія і методи термомеханіки тіл неоднорідної структури з використанням узагальнених функцій. Наукова спадщина професора Коляна Ю. М. нараховує близько 300 наукових статей та 7 монографій.
- Семенова Лідія Костянтинівна (*1951) — радянська та українська шахістка, гросмейстер серед жінок.

## Галерея

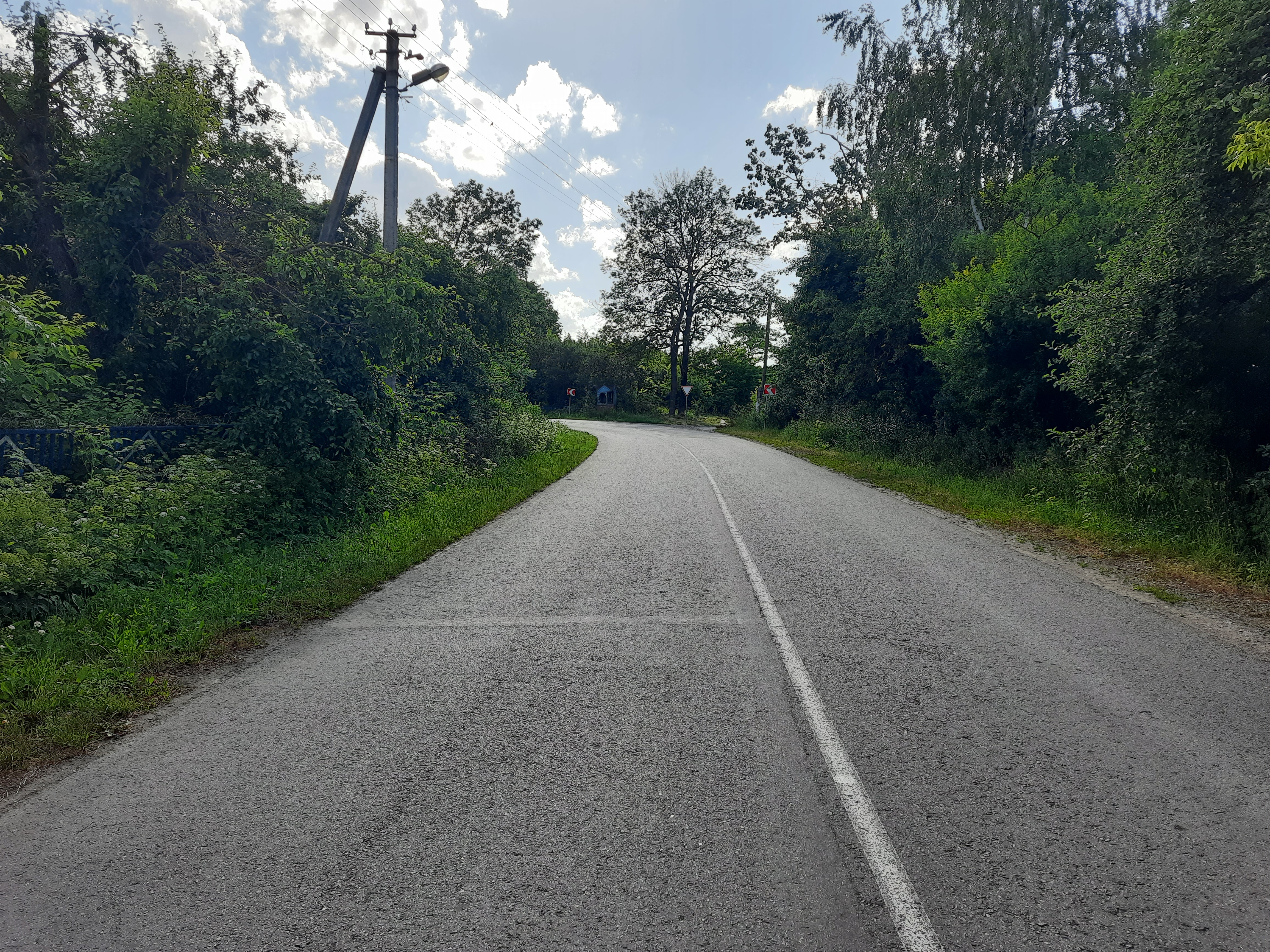
Сільська вулиця
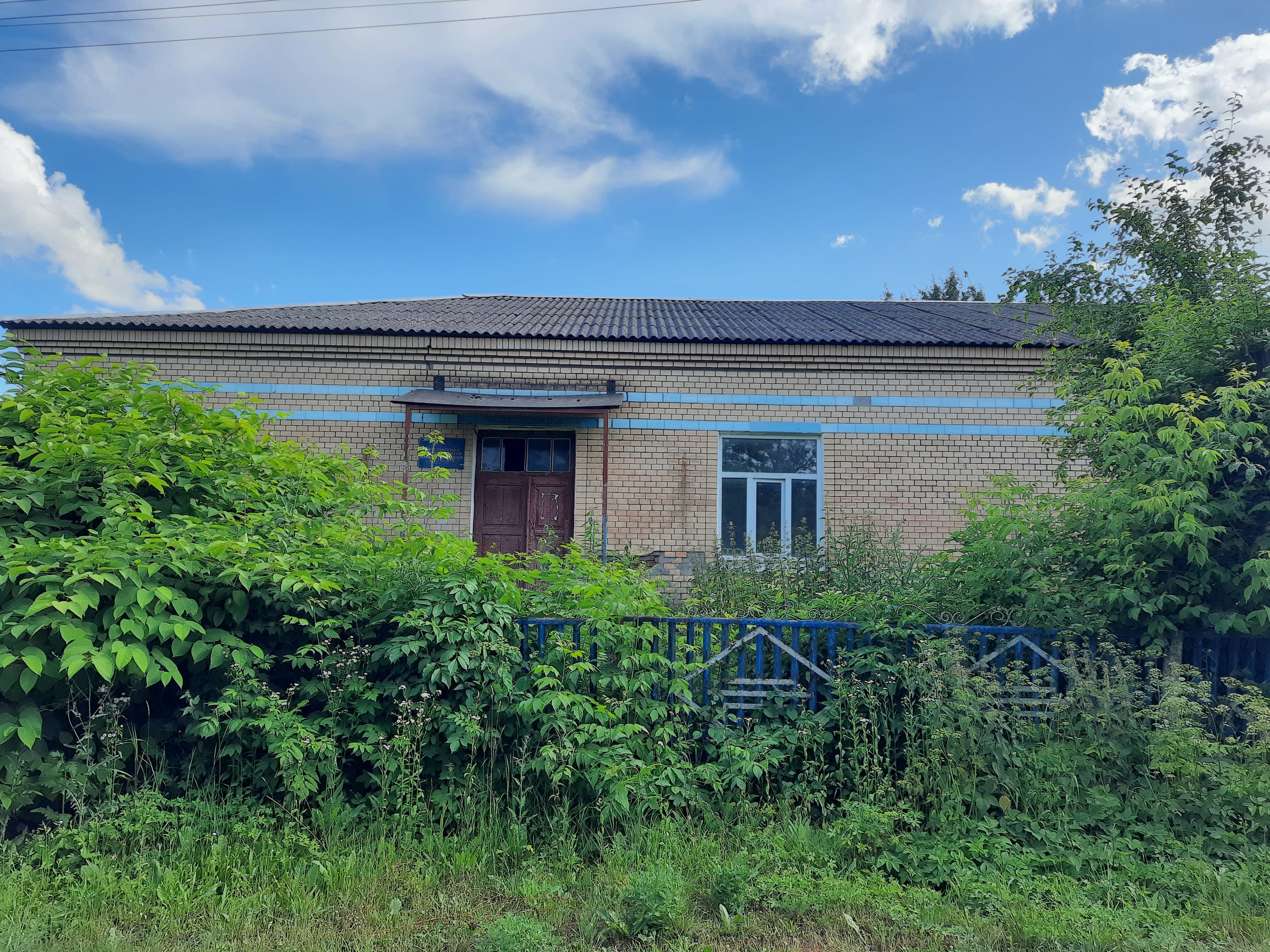
Будівля колишньої школи
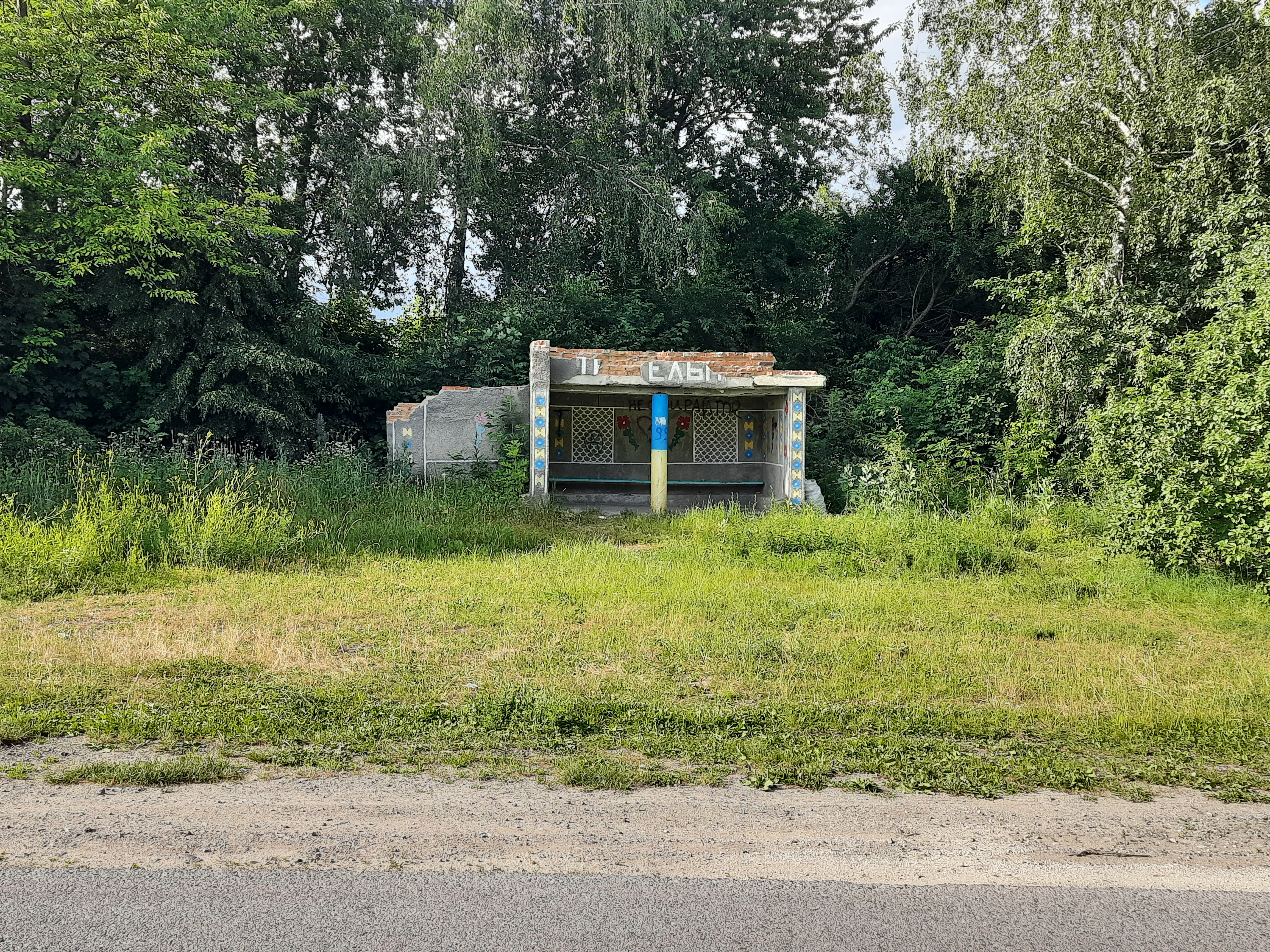
Автобусна зупинка
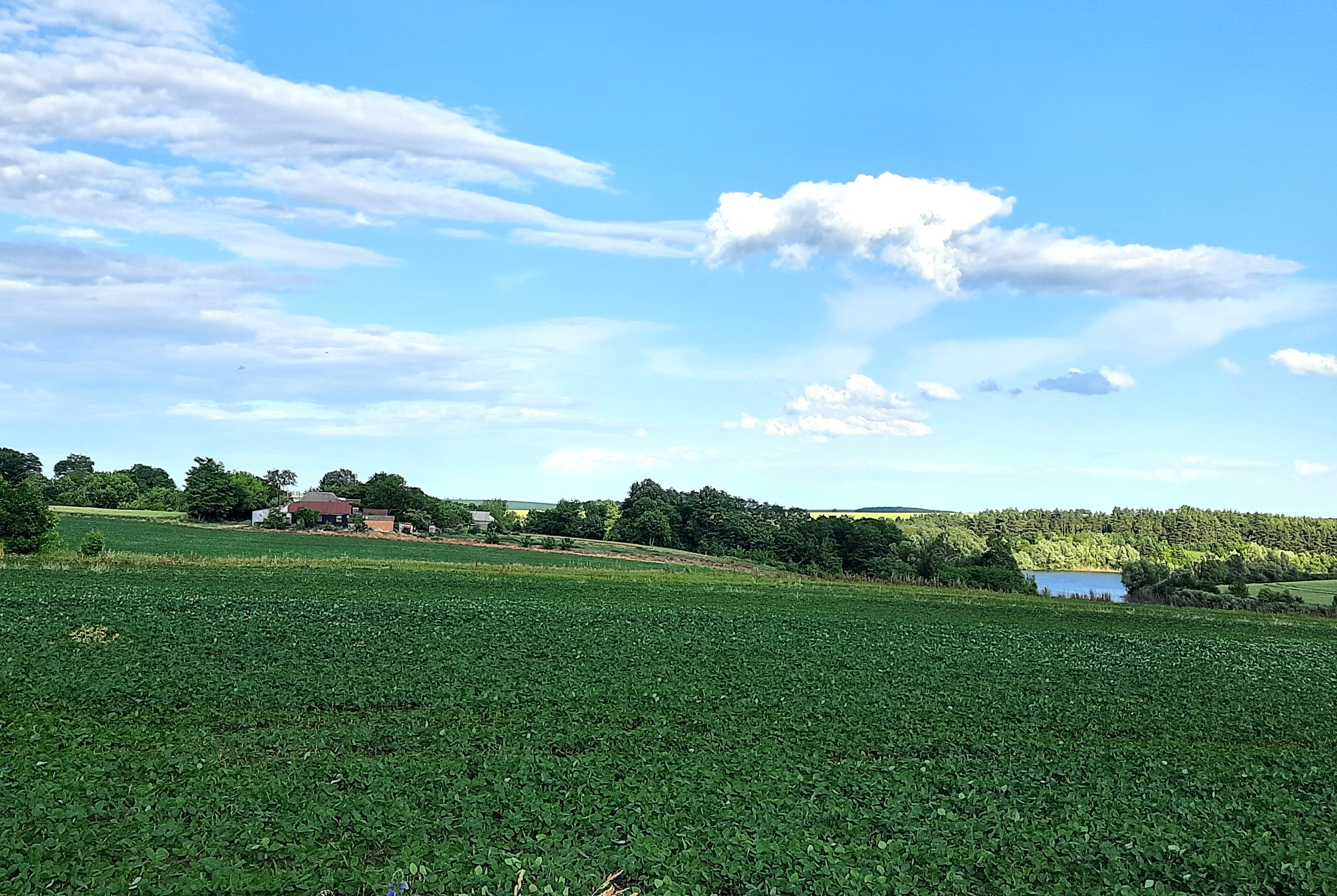
Сільський краєвид